# Enrique Buqué
Enrique Buqué Rojals (Barcelona, España, 24 de noviembre de 1927 — 5 de mayo de 1998) fue un futbolista español que se desempeñaba como centrocampista.

## Clubes
| Club           | País   | Año       |
| -------------- | ------ | --------- |
| Valencia C. F. | España | 1951-1959 |